# Psychotria orosioides
Psychotria orosioides är en måreväxtart som beskrevs av Charlotte M. Taylor. Psychotria orosioides ingår i släktet Psychotria och familjen måreväxter. Inga underarter finns listade i Catalogue of Life.